# Associação Americana de Direitos Iguais
A Associação Americana de Direitos Iguais (American Equal Rights Association - AERA) foi formada em 1866 nos Estados Unidos. De acordo com sua constituição, seu objetivo era "garantir direitos iguais a todos os cidadãos americanos, especialmente o direito de sufrágio, independentemente de raça, cor ou sexo." Alguns dos mais proeminentes ativistas reformistas da época eram membros, incluindo mulheres e homens, negros e brancos.
A AERA foi criada pela Décima Primeira Convenção Nacional dos Direitos das Mulheres, que se transformou na nova organização. Os líderes do movimento feminino haviam sugerido anteriormente a criação de uma organização semelhante de direitos iguais por meio de uma fusão de seu movimento com a Sociedade Americana Anti-Escravidão (American Anti-Slavery Society), mas essa organização não aceitou a proposta.
O AERA realizou duas grandes campanhas em 1867. Em Nova York, que estava em processo de revisão de sua constituição estadual, os trabalhadores da AERA coletaram petições em apoio ao sufrágio feminino e à remoção dos requisitos de propriedade que discriminavam especificamente os eleitores negros. No Kansas, eles fizeram campanha para referendos que concederiam o direito de voto a afro-americanos e mulheres. Em ambos os lugares, elas encontraram resistência crescente à campanha pelo sufrágio feminino por parte de antigos aliados abolicionistas que a consideravam um obstáculo ao objetivo imediato de conquistar o sufrágio para os homens afro-americanos. A campanha do Kansas terminou em desordem e recriminação, criando divisões entre aqueles que trabalhavam principalmente pelos direitos dos afro-americanos e aqueles que trabalhavam principalmente pelos direitos das mulheres, além de criar divisões dentro do próprio movimento feminino.
A AERA continuou a realizar reuniões anuais após o fracasso da campanha do Kansas, mas as crescentes diferenças dificultaram o trabalho conjunto de seus membros. A discordância sobre a proposta da Décima Quinta Emenda à Constituição dos EUA, que proibiria a negação do sufrágio por causa da raça, foi especialmente acentuada porque não proibia também a negação do sufrágio por causa do sexo. A acrimoniosa reunião da AERA em 1869 sinalizou o fim da organização e levou à formação de duas organizações de sufrágio feminino concorrentes. As desavenças que levaram ao fim da AERA continuaram a influenciar o movimento das mulheres nos anos seguintes.

## Histórico

### Principais participantes

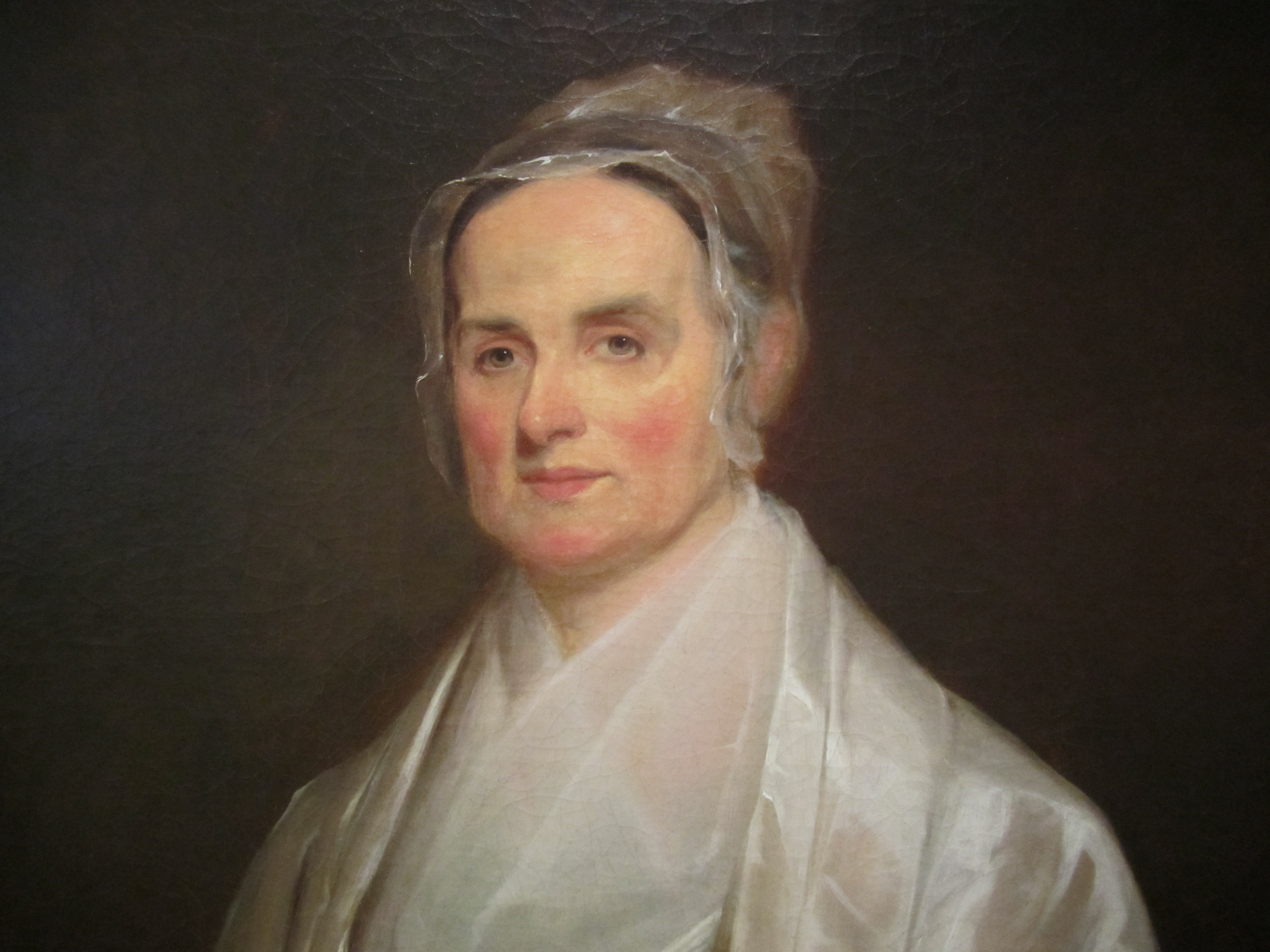
Lucretia Mott, presidente da AERA.

As pessoas que desempenharam papéis importantes no AERA incluíam alguns dos ativistas reformistas mais proeminentes da época, muitos deles já conhecidos como veteranos dos movimentos antiescravagistas e pelos direitos das mulheres:
- Lucretia Mott, presidente da AERA, foi uma abolicionista que foi impedida de participar da Convenção Mundial Antiescravagista [en] em Londres, em 1840, por ser mulher. Ela foi a principal atração e uma das organizadoras da Convenção de Seneca Falls de 1848, a primeira convenção de direitos das mulheres;[5][6]
- Elizabeth Cady Stanton participou da Convenção Mundial Antiescravagista de 1840 como observadora, acompanhando seu marido Henry B. Stanton, que havia trabalhado como agente da Sociedade Antiescravagista Americana. Lá, ela e Mott tornaram-se amigas e prometeram organizar uma convenção sobre os direitos das mulheres nos Estados Unidos. Stanton foi uma das organizadoras da Convenção de Seneca Falls e a principal autora de sua Declaração de Sentimentos;[5][7][8]
- Lucy Stone foi uma trabalhadora pioneira dos direitos das mulheres e organizadora da primeira Convenção Nacional dos Direitos das Mulheres em 1850. Ela se tornou uma representante remunerada da Sociedade Antiescravagista em 1848, sob um acordo pelo qual também poderia dar palestras sobre os direitos das mulheres, mas sem remuneração;[9][10]
- Susan B. Anthony tornou-se representante remunerada da Sociedade Americana Antiescravagista em 1856, com o entendimento de que também continuaria a fazer campanha pelos direitos das mulheres;[11][12]
- Frederick Douglass foi um escravo fugitivo e líder abolicionista que desempenhou um papel fundamental na convenção dos direitos das mulheres de Seneca Falls. Ele e Anthony moravam em Rochester, NY, e eram amigos da família;[13][14]

- Frances Ellen Watkins Harper [en], poeta negra americana e palestrante antiescravagista;[15]
- Abby Kelley Foster [en] e seu marido Stephen Symonds Foster [en] eram abolicionistas que incentivaram Anthony a se tornar ativo na Sociedade Antiescravagista;[16][17]
- Henry Blackwell [en], que era casado com Lucy Stone, trabalhou contra a escravidão e pelos direitos das mulheres;[18][19]
- Sojourner Truth, abolicionista e ativista dos direitos das mulheres;[20][21]
- Sarah Parker Remond [en], abolicionista e ativista dos negros anteriormente escravizados.[20][22]

### Eventos

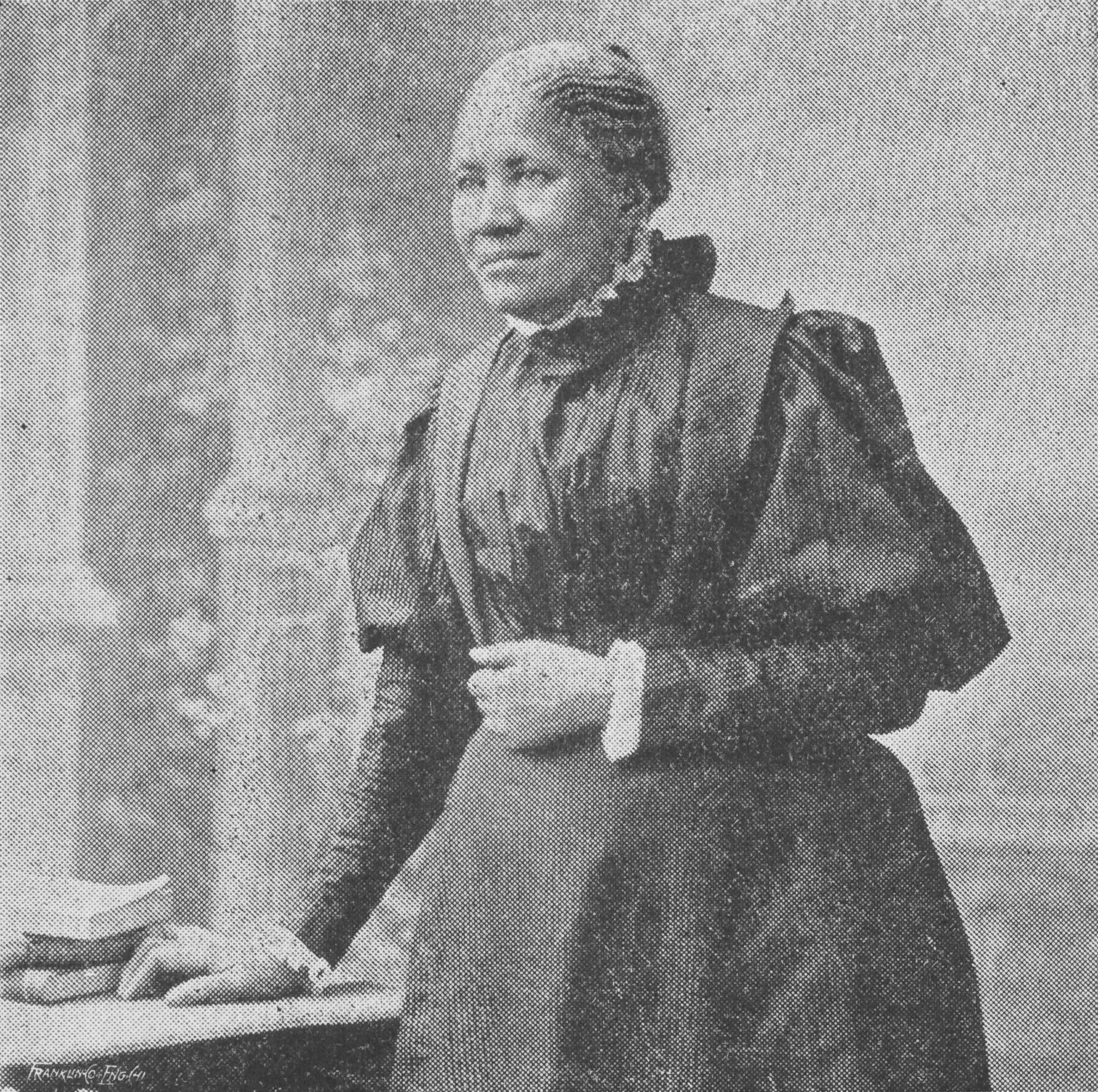
Frances Ellen Watkins Harper, oradora na Convenção da AERA de 1866.

Embora relativamente pequeno, o movimento pelos direitos das mulheres havia crescido nos anos anteriores à Guerra Civil Americana, auxiliado pela introdução das mulheres no ativismo social por meio do movimento abolicionista. A Sociedade Antiescravagista Americana, liderada por William Lloyd Garrison, foi particularmente encorajadora para aqueles que defendiam os direitos das mulheres. O comitê de planejamento da primeira Convenção Nacional dos Direitos da Mulher, em outubro de 1850, foi formado por pessoas que participaram de uma convenção da Sociedade Antiescravagista no início daquele ano.

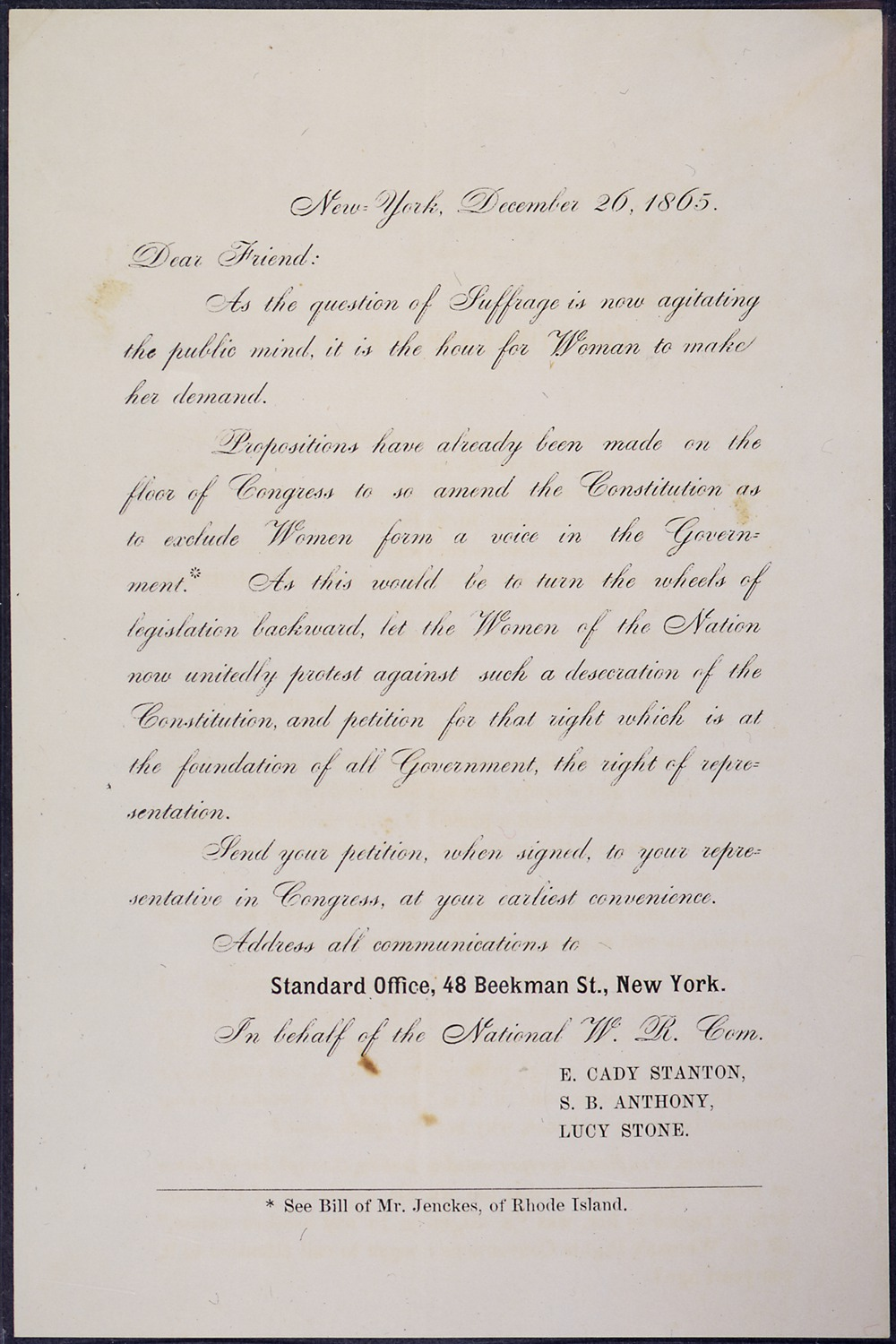
A carta que Stanton, Anthony e Stone circularam pedindo petições contra a introdução da palavra "masculino" na Constituição dos EUA por meio da Décima Quarta Emenda.

O movimento das mulheres era estruturado de forma informal durante esse período, com campanhas legislativas e turnês de palestras organizadas por um pequeno grupo de mulheres que agiam por iniciativa pessoal. Um comitê de coordenação informal organizou convenções nacionais sobre os direitos das mulheres, mas havia apenas algumas associações estaduais e nenhuma organização nacional formal. O movimento desapareceu do conhecimento público durante a Guerra Civil, pois as ativistas dos direitos das mulheres concentraram sua energia na campanha contra a escravidão. Em 1863, Elizabeth Cady Stanton e Susan B. Anthony organizaram a Liga Nacional Leal das Mulheres [en] (Women's Loyal National League), a primeira organização política nacional de mulheres nos EUA, para fazer campanha por uma emenda à Constituição dos EUA que aboliria a escravidão.
Depois que a escravidão nos EUA foi abolida pela Décima Terceira Emenda em 1865, Wendell Phillips foi eleito presidente da Sociedade Antiescravagista e começou a direcionar seus recursos para a conquista de direitos políticos para os negros. Ele disse aos ativistas dos direitos das mulheres que continuava a apoiar o sufrágio feminino, mas que achava melhor deixar essa demanda de lado até que os direitos de voto dos homens afro-americanos fossem garantidos.
O movimento das mulheres começou a se reerguer quando começaram a circular propostas para a Décima Quarta Emenda, que garantiria a cidadania (mas não o direito de voto) aos afro-americanos. Algumas das propostas para essa emenda também introduziriam, pela primeira vez, a palavra "masculino" na Constituição, que começa com as palavras "Nós, o Povo dos Estados Unidos". Stanton disse que "se a palavra 'masculino' for inserida, levaremos pelo menos um século para retirá-la". Stanton, Anthony e Lucy Stone, as figuras mais proeminentes do movimento feminino, divulgaram uma carta no final de 1865 pedindo petições contra qualquer redação que excluísse as mulheres. Uma versão da emenda que se referia a "pessoas" em vez de "homens" foi aprovada na Câmara dos Representantes no início de 1866, mas foi reprovada no Senado. A versão que o Congresso acabou aprovando e enviando aos estados para ratificação incluía a palavra "masculino" três vezes. Stanton e Anthony se opuseram à emenda, mas Stone a apoiou como um passo em direção ao sufrágio universal. Frederick Douglass denunciou a emenda porque ela permitia que os estados não concedessem o direito de voto aos negros se esses estados estivessem dispostos a aceitar uma representação reduzida em nível federal. A Décima Quarta Emenda foi ratificada em 1868.
Em uma reunião da Sociedade Antiescravagista em janeiro de 1866, Stone e Anthony propuseram a fusão dessa organização com o movimento pelos direitos das mulheres para criar uma nova organização que defenderia os direitos dos afro-americanos e das mulheres, inclusive o sufrágio para ambos. A proposta foi bloqueada por Phillips, que mais uma vez argumentou que a principal questão da época era o sufrágio para os homens afro-americanos.
Phillips e outros líderes abolicionistas esperavam que uma cláusula constitucional de direito de voto para ex-escravos ajudasse a preservar a recente vitória do Norte sobre os estados escravagistas durante a Guerra Civil. Não se poderia esperar que o sufrágio feminino trouxesse esse tipo de benefício e, segundo eles, o esforço necessário para montar uma campanha eficaz para esse fim colocaria em risco as chances de conquistar o sufrágio para os homens afro-americanos. A estratégia deles não funcionou como planejado. Embora a Constituição tenha sido emendada em 1870 para proibir a negação do direito de voto por causa da raça, uma promessa que se tornou realidade por um breve período, a violência e as manobras legais impediram a maioria dos afro-americanos do Sul de votar até a aprovação da Lei do Direito de Voto de 1965.

### Fundação em 1866

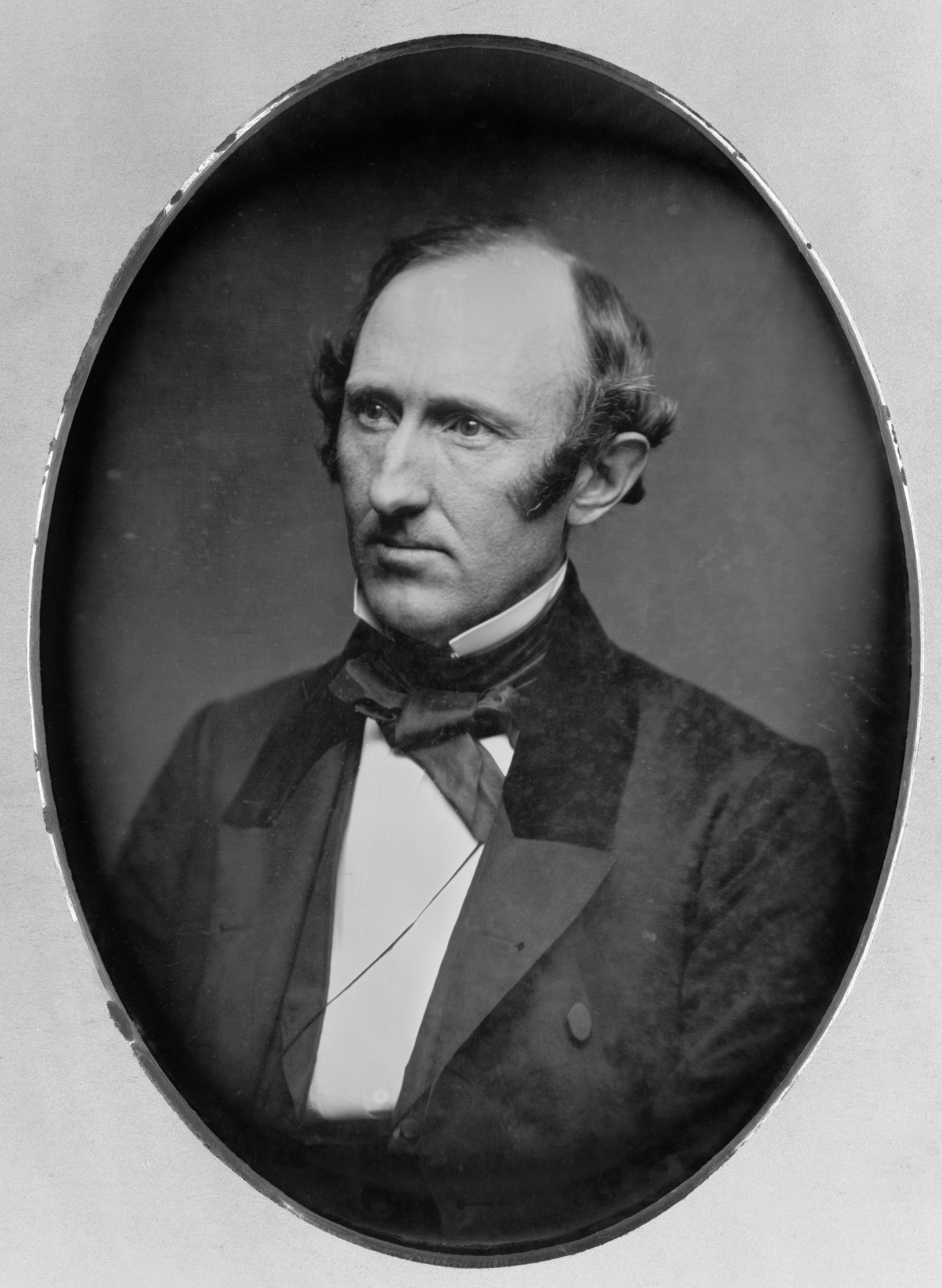
Wendell Phillips.

Elizabeth Cady Stanton e Susan B. Anthony fizeram a convocação para a Décima Primeira Convenção Nacional dos Direitos da Mulher, a primeira desde o início da Guerra Civil, que se reuniu em 10 de maio de 1866, na cidade de Nova York. Frances Ellen Watkins Harper, abolicionista e escritora afro-americana, falou na convenção do ponto de vista de alguém que tinha de lidar com problemas enfrentados por mulheres e negros: "Vocês, mulheres brancas, falam aqui de direitos. Eu falo de erros. Eu, como mulher de cor, tive neste país uma educação que me fez sentir como se estivesse na situação de Ismael, minha mão contra todos os homens e a mão de todos os homens contra mim."
Em uma variação da ideia proposta anteriormente à Sociedade Antiescravagista, a convenção votou para se transformar em uma nova organização chamada Associação Americana de Direitos Iguais (AERA), que faria campanha pelos direitos das mulheres e dos negros, defendendo o sufrágio para ambos. A nova organização elegeu Lucretia Mott como presidente e criou um comitê executivo que incluía Stanton, Anthony e Lucy Stone. A AERA lançou campanhas de lobby e petições em vários estados, na esperança de criar um movimento forte o suficiente para convencer a Sociedade Antiescravagista a aceitar sua meta de sufrágio universal em vez de sufrágio apenas para homens negros.

### Reunião anual de 1867
A AERA realizou sua primeira reunião anual na cidade de Nova York em 9 de maio de 1867. Referindo-se à crescente demanda por sufrágio para os homens afro-americanos, Lucretia Mott, presidente da AERA, disse que "as mulheres tinham o direito de ficar um pouco enciumadas com o acréscimo de um número tão grande de homens à classe votante, pois os homens de cor naturalmente colocariam toda a sua força ao lado daqueles que se opunham à emancipação da mulher". Perguntada por George Downing [en], um afro-americano, se ela estaria disposta a permitir que o homem negro tivesse direito a voto antes da mulher, Elizabeth Cady Stanton respondeu: "Eu diria que não; eu não confiaria a ele todos os meus direitos; degradado e oprimido, ele seria mais despótico com o poder governamental do que até mesmo nossos governantes saxões são. Desejo que entremos juntos no reino". Sojourner Truth, uma ex-escrava, disse que "se os homens de cor obtiverem seus direitos, e as mulheres de cor não, os homens de cor serão senhores das mulheres, e a situação será tão ruim quanto era antes".
Outros discordaram. Abby Kelley Foster disse que o sufrágio para os homens negros era uma questão mais urgente do que o sufrágio para as mulheres. Stephen Symonds Foster, argumentando que o direito de voto de um grupo de cidadãos não deveria depender do direito de voto de outro grupo, disse: "O direito de cada um deve ser concedido o mais cedo possível, sem que nenhum seja negado por qualquer suposto benefício para o outro". Henry Ward Beecher, um proeminente ministro, disse que era a favor do sufrágio universal, mas acreditava que, ao exigir o voto para negros e mulheres, o movimento provavelmente alcançaria pelo menos uma vitória parcial ao conquistar o voto para os homens negros.

### Campanha em Nova York

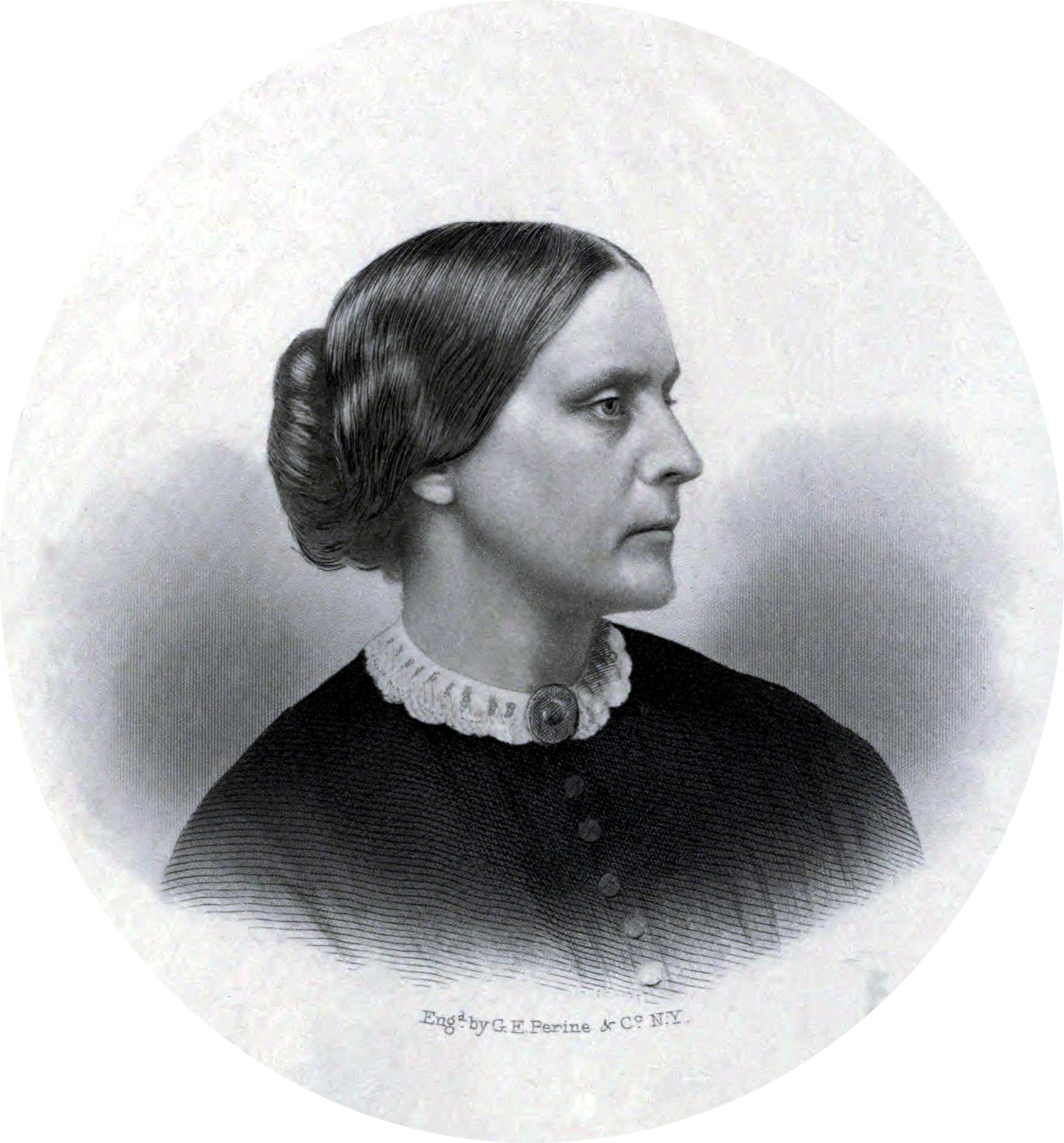
Susan B. Anthony.

O estado de Nova York organizou uma convenção em junho de 1867 para revisar sua constituição. Os trabalhadores da AERA se prepararam para ela organizando reuniões em mais de 30 locais em todo o estado e coletando mais de 20.000 assinaturas em petições que apoiavam o sufrágio feminino e a remoção dos requisitos de propriedade que discriminavam especificamente os eleitores negros. O comitê de sufrágio da convenção foi presidido por Horace Greeley, um proeminente editor de jornal e abolicionista que apoiava o movimento das mulheres. Seu comitê aprovou a remoção dos requisitos discriminatórios de propriedade para eleitores negros, mas rejeitou a proposta de sufrágio feminino.
Anteriormente, Greeley havia entrado em conflito com Anthony e Stanton ao insistir que a campanha deles em Nova York deveria se concentrar nos direitos dos afro-americanos em vez de incluir também as questões das mulheres. Quando elas se recusaram, ele ameaçou encerrar o apoio de seu jornal ao trabalho delas. Logo ele começou a atacar o movimento das mulheres. Em resposta à repetida afirmação de Greeley de que as melhores mulheres que ele conhecia não queriam votar, Stanton e Anthony providenciaram para que fosse anunciado no plenário da convenção que a Sra. Horace Greeley havia assinado a petição em favor do sufrágio feminino. O History of Woman Suffrage [en], cujos autores incluem Stanton e Anthony, disse: "Essa campanha nos custou a amizade de Horace Greeley e o apoio do New York Tribune, até então nossos mais poderosos e fiéis aliados".

### Campanha no Kansas
Dois referendos foram apresentados aos eleitores do Kansas em 1867, um que estenderia o sufrágio aos homens negros e outro que o estenderia às mulheres. O Kansas tinha uma herança antiescravagista e as leis mais fortes para a proteção dos direitos das mulheres fora de Nova York. A AERA concentrou seus recursos nessa campanha com grandes esperanças de vencer os dois referendos, o que aumentaria as chances de conquistar o sufrágio para negros e mulheres em nível nacional. No entanto, os dois referendos fracassaram e a campanha da AERA terminou em desordem e recriminação. A campanha do Kansas criou divisões entre aqueles que trabalhavam principalmente pelos direitos dos afro-americanos e aqueles que trabalhavam principalmente pelos direitos das mulheres, além de criar divisões dentro do próprio movimento feminino.
A campanha de Nova York foi financiada em parte pelo Fundo Hovey [en], criado por um legado que forneceu uma grande soma de dinheiro para apoiar o abolicionismo, os direitos das mulheres e outros movimentos reformistas. De acordo com os termos do legado, se a escravidão fosse abolida, o restante do dinheiro deveria ser destinado a outros movimentos de reforma, o que significava que a ratificação da Décima Terceira Emenda deveria ter liberado um fluxo significativo de dinheiro para o movimento das mulheres. Entretanto, Wendell Phillips, o diretor do fundo, declarou que a escravidão não seria realmente abolida até que os negros fossem emancipados na mesma base que os brancos, e ele canalizou grande parte do dinheiro do fundo para essa causa. Apesar disso, a AERA esperava que o Fundo Hovey apoiasse sua campanha no Kansas, que trabalhava pela emancipação dos afro-americanos e das mulheres. No entanto, o fundo se recusou a financiar a campanha do Kansas porque Phillips se opôs à mistura dessas duas causas, deixando a campanha desesperadamente sem dinheiro. Era difícil para o próprio movimento de mulheres arrecadar dinheiro suficiente para projetos como esse porque poucas mulheres tinham fontes de renda independentes e, mesmo aquelas que tinham emprego, geralmente eram obrigadas por lei a entregar o salário aos maridos.
A campanha da AERA no Kansas começou quando Lucy Stone e Henry Blackwell chegaram em abril. Os trabalhadores da AERA ficaram desconcertados quando, após uma luta interna, os republicanos do Kansas decidiram apoiar o sufrágio apenas para homens negros, não apenas se recusando a apoiar o sufrágio feminino, mas formando um "Comitê Anti-Sufrágio Feminino" para organizar a oposição àqueles que estavam fazendo campanha a favor. Em uma carta a Anthony, Stone escreveu: "Mas os negros estão todos contra nós. Acabamos de receber um pregador negro ignorante chamado Twine, que está muito confiante de que as mulheres não devem votar. Esses homens não deveriam ter permissão para votar antes de nós, porque eles serão mais um peso morto para levantar". No final do verão, a campanha da AERA quase entrou em colapso sob o peso da hostilidade republicana, e suas finanças estavam esgotadas.
Susan B. Anthony e Elizabeth Cady Stanton chegaram em setembro para trabalhar na campanha. Elas criaram uma tempestade de controvérsias ao aceitarem a ajuda, durante as duas últimas semanas e meia da campanha, de George Francis Train [en], um democrata, rico empresário e orador extravagante que apoiava os direitos das mulheres. Train era um político rebelde que havia participado da convenção democrata durante o ano da eleição presidencial de 1864, mas depois fez uma campanha vigorosa para o candidato republicano, Abraham Lincoln. Em 1867, ele estava se promovendo como candidato independente à presidência. Train também era racista e menosprezava abertamente a integridade e a inteligência dos afro-americanos, apoiando o sufrágio feminino em parte por acreditar que os votos das mulheres ajudariam a conter o poder político dos negros. O procedimento usual era que Anthony falasse primeiro, declarando que a capacidade de votar pertencia, por direito, tanto às mulheres quanto aos negros. Train falaria em seguida, declarando que seria um ultraje os negros votarem e as mulheres não.

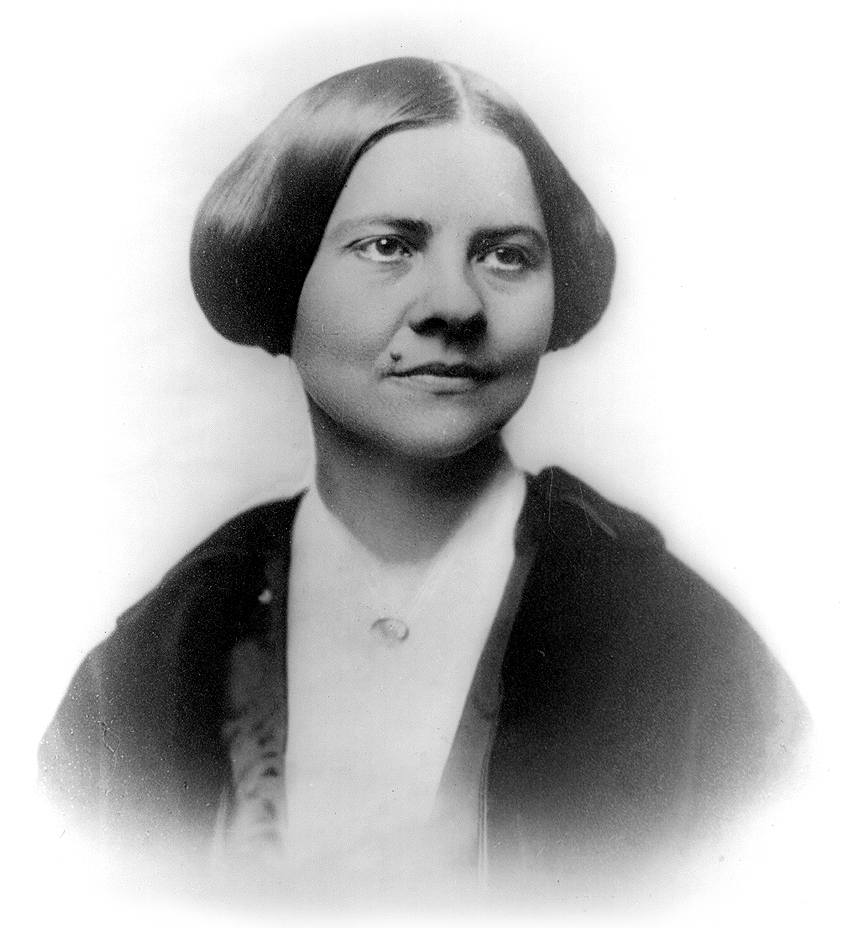
Lucy Stone.

A disposição de Anthony e Stanton em trabalhar com Train afastou muitos membros da AERA e outros ativistas da reforma. Stone disse que considerava Train "um lunático, selvagem e desvairado". Anthony e Stanton irritaram Stone ao incluir seu nome, sem sua permissão, em uma carta pública elogiando Train. Stone e seus aliados irritaram Anthony ao acusá-la de uso indevido de fundos, acusação que foi posteriormente desmentida, e ao bloquear o pagamento de seu salário e das despesas de seu trabalho no Kansas.
A oposição a Train não se deveu apenas ao seu racismo. Henry Blackwell, marido de Stone, havia acabado de demonstrar que nem mesmo os funcionários da AERA estavam automaticamente livres das presunções raciais daquela época, publicando uma carta aberta às legislaturas do sul assegurando-lhes que, se permitissem que negros e mulheres votassem, "a supremacia política de sua raça branca permaneceria inalterada" e que "a raça negra gravitaria pela lei da natureza em direção aos trópicos". A oposição a Train deveu-se, em parte, à lealdade que muitos reformadores sentiam em relação ao Partido Republicano nacional, que havia fornecido liderança política para a eliminação da escravidão e ainda estava no difícil processo de consolidar essa vitória. Train atacou duramente o Partido Republicano, não escondendo seu desejo de manchar sua imagem progressista e criar divisões dentro dele ao fazer campanha pelos direitos das mulheres quando os republicanos do Kansas estavam se recusando a fazê-lo.
O movimento abolicionista era sensível aos ataques ao Partido Republicano, com o qual colaborava estreitamente, servindo, de certa forma, como sua ala esquerda. O movimento pelos direitos das mulheres dependia muito dos recursos abolicionistas, com seus artigos publicados em seus jornais e parte de seu financiamento fornecido por abolicionistas. Após o desastre do Kansas, as sufragistas que se distanciaram das lideranças abolicionistas e republicanas se depararam com a indisponibilidade crescente desses recursos. Wendell Phillips trabalhou para impedir a discussão sobre o sufrágio feminino nas reuniões abolicionistas, e os jornais abolicionistas também começaram a minimizar essas questões.
O History of Woman Suffrage declarou as conclusões tiradas pela ala do movimento associada a Anthony e Stanton: "Nossos homens liberais nos aconselharam a ficar em silêncio durante a guerra, e ficamos em silêncio sobre nossos próprios erros; eles nos aconselharam novamente a ficar em silêncio no Kansas e em Nova York, para que não derrotássemos o 'sufrágio negro', e ameaçaram que, se não ficássemos, poderíamos lutar a batalha sozinhos. Escolhemos a segunda opção e fomos derrotados. Mas, sozinhas, aprendemos nosso poder... a mulher deve liderar o caminho para sua própria emancipação".

### Discordância e divisão
Depois que a campanha do Kansas terminou em desordem em novembro de 1867, a AERA se dividiu cada vez mais em duas alas, ambas defendendo o sufrágio universal, mas com abordagens diferentes. Uma ala, cuja principal figura era Lucy Stone, estava disposta a que os homens negros alcançassem o sufrágio primeiro e queria manter laços estreitos com o Partido Republicano e o movimento abolicionista. A outra, cujas principais figuras eram Elizabeth Cady Stanton e Susan B. Anthony, insistia que as mulheres e os homens negros deveriam ser emancipados ao mesmo tempo e trabalhava para criar um movimento feminino politicamente independente que não dependesse mais dos abolicionistas. Stanton e Anthony expressaram seus pontos de vista em um jornal chamado The Revolution, que começou a ser publicado em janeiro de 1868 com financiamento inicial do controverso George Francis Train.

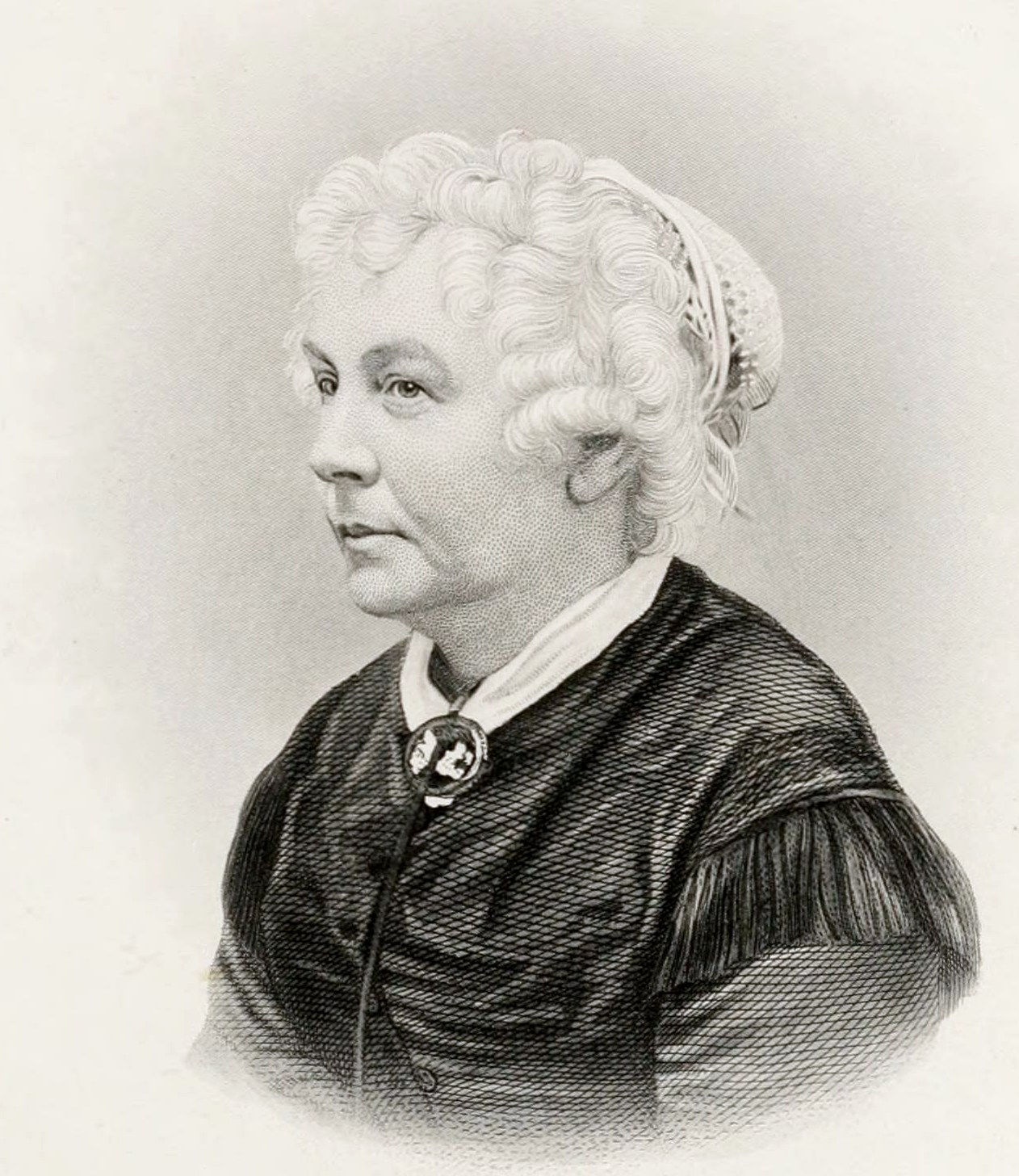
Elizabeth Cady Stanton.

A discordância foi especialmente acentuada com relação à proposta da Décima Quinta Emenda, que proibiria a negação do sufrágio por causa da raça. Na prática, ela garantiria, pelo menos teoricamente, o sufrágio para praticamente todos os homens. Anthony e Stanton se opuseram à aprovação da emenda, a menos que ela fosse acompanhada de uma Décima Sexta Emenda que garantisse o sufrágio para as mulheres. Caso contrário, diziam elas, isso criaria uma "aristocracia do sexo", dando autoridade constitucional à crença de que os homens eram superiores às mulheres. O poder e o privilégio masculino estavam na raiz dos males da sociedade, argumentou Stanton, e nada deveria ser feito para fortalecê-los. Anthony e Stanton também alertaram que os homens negros, que teriam poder de voto com a emenda, eram majoritariamente contrários ao sufrágio feminino. Elas não eram as únicas a não ter certeza do apoio dos homens negros ao sufrágio feminino. Frederick Douglass, um forte apoiador do sufrágio feminino, disse: "A raça à qual pertenço não tem, em geral, tomado a posição correta nessa questão".
A maioria dos membros da AERA apoiou a Décima Quinta Emenda. Entre os membros afro-americanos proeminentes da AERA, Frances Ellen Watkins Harper, Frederick Douglass, George Downing e o Dr. Charles Purvis apoiaram a emenda, mas o pai do Dr. Purvis, Robert Purvis [en], juntou-se a Anthony e Stanton na oposição a ela. O Congresso aprovou a Décima Quinta Emenda em fevereiro de 1869, e ela foi ratificada pelos estados um ano depois.
Durante o debate sobre a Décima Quinta Emenda, Stanton escreveu artigos para o The Revolution com uma linguagem que às vezes era elitista e racialmente condescendente. Ela acreditava que seria necessário um longo processo de educação antes que o que ela chamava de "ordens inferiores" de ex-escravos e trabalhadores imigrantes pudessem participar de forma significativa como eleitores. Stanton escreveu: "Mulheres americanas ricas, educadas, virtuosas e refinadas, se vocês não desejam que as ordens inferiores de chineses, africanos, alemães e irlandeses, com suas ideias inferiores de feminilidade, façam leis para vocês e suas filhas (...) exijam que as mulheres também sejam representadas no governo". Depois de dizer em outro artigo: "Há apenas uma maneira segura de construir um governo, que é com base na igualdade de todos os seus cidadãos, homens e mulheres, negros e brancos", Stanton se opôs a que as leis fossem feitas para as mulheres por "Patrick, Sambo, Hans e Yung Tung, que não sabem a diferença entre uma monarquia e uma república".
Anthony e Stanton também atacaram o Partido Republicano e trabalharam para desenvolver conexões com os democratas. Elas escreveram uma carta para a Convenção Nacional Democrata de 1868 [en] criticando o patrocínio republicano à Décima Quarta Emenda (que concedeu a cidadania aos negros, mas introduziu a palavra "masculino" na Constituição), dizendo: "Enquanto o partido dominante, com uma mão, ergueu dois milhões de negros e os coroou com a honra e a dignidade da cidadania, com a outra, destronou quinze milhões de mulheres brancas - suas próprias mães e irmãs, suas próprias esposas e filhas - e as colocou sob as ordens mais baixas da masculinidade". Elas pediram aos democratas liberais que convencessem seu partido, que não tinha uma direção clara naquele momento, a adotar o sufrágio universal. No entanto, sua tentativa de colaborar com os democratas não foi muito longe, pois sua política era pró-negra demais para o Partido Democrata daquela época. Apesar do número crescente de líderes democratas que defendiam a aceitação do poder político dos negros no Sul, os democratas sulistas já haviam iniciado o processo de restabelecimento da supremacia branca no local, incluindo a supressão violenta dos direitos de voto dos negros.
Vários membros da AERA expressaram sua raiva e desânimo com as atividades de Stanton e Anthony durante esse período, inclusive o acordo que fizeram com Train, que lhe deu espaço para expressar suas opiniões no The Revolution. Alguns, inclusive Lucretia Mott, presidente da organização, e os afro-americanos Frederick Douglass e Frances Harper, expressaram suas discordâncias com Stanton e Anthony, mas continuaram a manter relações de trabalho com eles. No entanto, especialmente no caso de Lucy Stone, as disputas desse período levaram a um rompimento pessoal, que teve consequências importantes para o movimento das mulheres.
Para combater as iniciativas de Anthony e Stanton, foi formado um comitê em maio de 1868 para organizar uma organização pró republicana de sufrágio feminino na área de Boston que apoiaria a proposta de conceder primeiro o direito de voto aos homens negros. A Associação de Sufrágio Feminino da Nova Inglaterra foi fundada posteriormente, em novembro de 1868. Vários participantes da nova organização também eram ativos na AERA, incluindo Lucy Stone, Frederick Douglass e os Fosters. Políticos republicanos proeminentes participaram da reunião de fundação. Francis Bird, um importante republicano de Massachusetts, disse na reunião: "O sufrágio dos negros, sendo uma questão primordial, teria que ser resolvido antes que o sufrágio feminino pudesse receber a atenção que merecia". Julia Ward Howe, que foi eleita presidente da nova organização, disse que não exigiria o sufrágio para as mulheres até que ele fosse alcançado pelos negros.

### Reunião anual de 1868
A AERA pouco fez em 1868, exceto realizar sua reunião anual em 14 de maio, que foi marcada por hostilidades. Nessa reunião, Olympia Brown [en] denunciou os republicanos do Kansas por se oporem ao sufrágio feminino e enfatizou a necessidade de um partido que apoiasse o sufrágio universal. Lucy Stone também criticou o Partido Republicano, mas Frederick Douglass o defendeu como mais favorável ao sufrágio para negros e mulheres do que os democratas.
Angustiada com a associação de Stanton e Anthony com George Francis Train e as hostilidades que isso gerou, Lucretia Mott renunciou ao cargo de presidente da AERA naquele mesmo mês. Ela disse que achava que havia sido um erro tentar unir os movimentos femininos e abolicionistas e recomendou que a AERA fosse dissolvida.

### Reunião anual de 1869

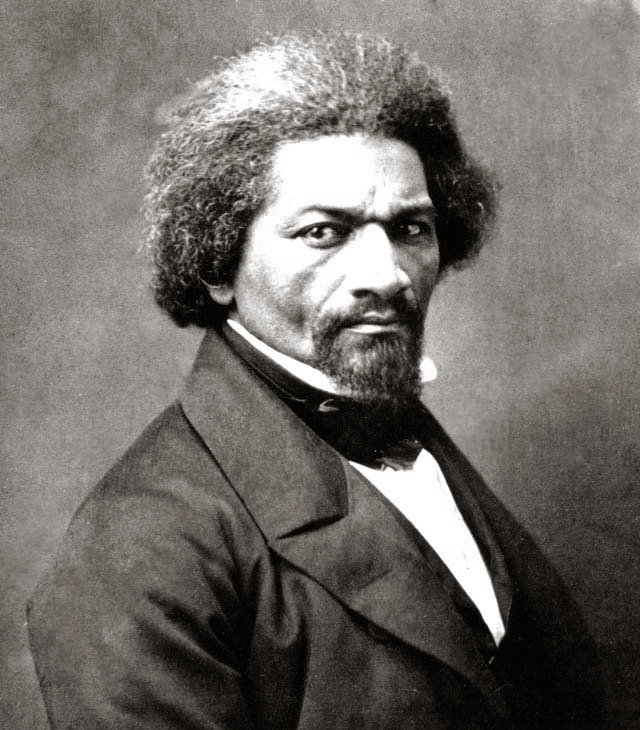
Frederick Douglass.

Na reunião anual da AERA, em 12 de maio de 1869, Stephen Symonds Foster se opôs à renomeação de Stanton e Anthony como diretores. Ele denunciou a disposição deles de se associarem a Train, apesar de seu desprezo pelos negros, e os acusou de defenderem o "Sufrágio Educado", repudiando assim o princípio do sufrágio universal da AERA. Henry Blackwell respondeu: "A Srta. Anthony e a Sra. Stanton acreditam no direito do negro de votar. Estamos unidas nesse ponto. Não há nenhuma questão de princípio entre nós". Frederick Douglass se opôs ao fato de Stanton ter usado "Sambo" para representar os homens negros em um artigo que ela havia escrito para o The Revolution.
A maioria dos participantes apoiou a Décima Quinta Emenda pendente, mas o debate foi contencioso. Douglass disse: "Não vejo como alguém pode fingir que há a mesma urgência em dar o direito de voto à mulher e ao negro. Para nós, o assunto é uma questão de vida ou morte, pelo menos em quinze estados da União". Anthony respondeu: "O Sr. Douglass fala sobre os erros do negro; mas com todos os ultrajes que sofre hoje, ele não trocaria seu sexo e tomaria o lugar de Elizabeth Cady Stanton".
Lucy Stone discordou da afirmação de Douglass de que o sufrágio para os negros deveria ter precedência, dizendo que "o sufrágio feminino é mais imperativo do que o dele." Referindo-se à afirmação anterior de Douglass de que "Não há clãs KuKlux buscando a vida de mulheres", Stone citou leis estaduais que davam aos homens o controle sobre a disposição de seus filhos, dizendo que se sabia que as crianças haviam sido tiradas de suas mães por "Ku-Kluxers aqui no Norte na forma de homens". Stone apoiou a Décima Quinta Emenda e, ao mesmo tempo, enfatizou a importância dos direitos das mulheres, dizendo: "Mas agradeço a Deus pela Décima Quinta Emenda, e espero que ela seja adotada em todos os Estados. Ficarei grato em minha alma se alguém conseguir sair desse terrível buraco. Mas acredito que a segurança do governo seria mais promovida pela admissão da mulher como um elemento de restauração e harmonia do que o negro".

### Fim e consequências
A acrimoniosa reunião de 1869 sinalizou o fim efetivo da Associação Americana de Direitos Iguais, que não realizou mais nenhuma reunião anual de membros. A divisão no movimento feminino logo se consolidou com a criação de organizações rivais. Dois dias após a reunião, Susan B. Anthony e Elizabeth Cady Stanton lideraram a formação da Associação Nacional pelo Sufrágio Feminino (National Woman Suffrage Association - NWSA). Em novembro de 1869, Lucy Stone, Julia Ward Howe e outras formaram a Associação Americana pelo Sufrágio Feminino (American Woman Suffrage Association - AWSA).
Muitos ativistas, especialmente do Meio-Oeste, ficaram angustiados com a divisão e buscaram maneiras de superá-la. Theodore Tilton, abolicionista e defensor dos direitos das mulheres, organizou um abaixo-assinado que reuniu os nomes de mais de mil pessoas que queriam a reunificação. Ele então anunciou que os membros da NWSA e da AWSA se reuniriam em Nova York em abril de 1870 para reunir o movimento feminino. A princípio, os líderes de ambas as organizações se opuseram furiosamente ao projeto de Tilton. A NWSA acabou decidindo cooperar com ele, mas a AWSA não. A reunião de Tilton, que incluiu alguns ativistas não afiliados, levou à criação da União da Associação pelo Sufrágio Feminino (Union Woman Suffrage Association - UWSA), com Tilton como presidente. A NWSA se fundiu à UWSA, resultando em uma organização com estrutura e políticas que espelhavam as da NWSA.
A AERA ainda existia, embora não fosse mais uma organização eficaz. Vinte líderes da AERA, incluindo Stanton, Anthony, Tilton e Stone, reuniram-se em um comitê executivo em 14 de maio de 1870 para encerrar formalmente sua existência. Stone queria que a AERA fosse simplesmente dissolvida, mas a maioria votou pela fusão de seus remanescentes com a UWSA. Essa organização teve uma vida curta. Em 1872, a UWSA foi convertida em uma NWSA reconstituída com o mesmo nome da organização original e com Anthony como seu presidente.
As atitudes em relação à Décima Quinta Emenda constituíam uma distinção fundamental entre as duas organizações sufragistas rivais, mas também havia outras diferenças. A NWSA adotou uma postura de independência política, mas a AWSA, pelo menos no início, manteve laços estreitos com o Partido Republicano, esperando que a ratificação da Décima Quinta Emenda abrisse caminho para um impulso republicano em prol do sufrágio feminino. Isso não aconteceu; o ponto alto do apoio republicano foi uma referência descompromissada ao sufrágio feminino na plataforma republicana de 1872. A NWSA trabalhou em uma gama mais ampla de questões femininas do que a AWSA, que criticou sua rival por misturar o sufrágio feminino com questões como a reforma do divórcio e a igualdade de remuneração para as mulheres. Quase todos os membros da NWSA eram mulheres, assim como todos os seus dirigentes, mas a AWSA buscava ativamente o apoio masculino e incluía homens entre seus dirigentes. Stanton e Anthony, as principais figuras da NWSA, eram mais conhecidas como líderes do movimento pelo sufrágio feminino durante esse período e foram mais influentes na definição de sua direção.
Os acontecimentos logo removeram a base de duas diferenças fundamentais de princípio entre as organizações femininas concorrentes. Em 1870, o debate sobre a Décima Quinta Emenda tornou-se irrelevante quando essa emenda foi oficialmente ratificada. Em 1872, o desgosto com a corrupção no governo levou a uma deserção em massa de abolicionistas e outros reformadores sociais dos republicanos para o efêmero Partido Republicano Liberal. Apesar desses eventos, a rivalidade entre os dois grupos de mulheres era tão amarga que uma fusão se mostrou impossível por vinte anos. Ellen Carol DuBois, historiadora do movimento pelo sufrágio feminino, diz que essa rivalidade teve consequências de longo alcance para o movimento feminino: "Mais de um século se passou, e os historiadores ainda se tornam partidários das hostilidades que sua oposição criou."
Em 1890, a NWSA e a AWSA se uniram para formar a Associação Nacional do Sufrágio Feminino Americano (National American Woman Suffrage Association - NAWSA), tendo Stanton, Anthony e Stone como seus principais dirigentes. Anthony era a principal força da nova organização. Stone, nominalmente o presidente do comitê executivo, na prática teve um envolvimento apenas periférico.
O sufrágio feminino, uma das principais metas do AERA, foi alcançado em 1920 com a ratificação da Décima Nona Emenda, popularmente conhecida como Emenda Susan B. Anthony. Apesar da aprovação da Décima Quinta e da Décima Nona Emendas, a meta da AERA de garantir direitos iguais a todos os cidadãos, especialmente o sufrágio, ainda não havia sido totalmente alcançada. Embora os porto-riquenhos fossem, por lei, cidadãos dos Estados Unidos, as mulheres porto-riquenhas foram impedidas de votar até 1929, e os afro-americanos nos estados do sul foram, em sua maioria, impedidos de votar até 1965, quase cem anos após a formação da AERA.